# Kafferspitsmuis
De kafferspitsmuis (Myosorex cafer)  is een zoogdier uit de familie van de spitsmuizen (Soricidae). De wetenschappelijke naam van de soort werd voor het eerst geldig gepubliceerd door Sundevall in 1846.

## Voorkomen
De soort komt voor in Mozambique, Swaziland, Zimbabwe en Zuid-Afrika.